# Congrès International "The Shield"
Pour les articles homonymes, voir The Shield.

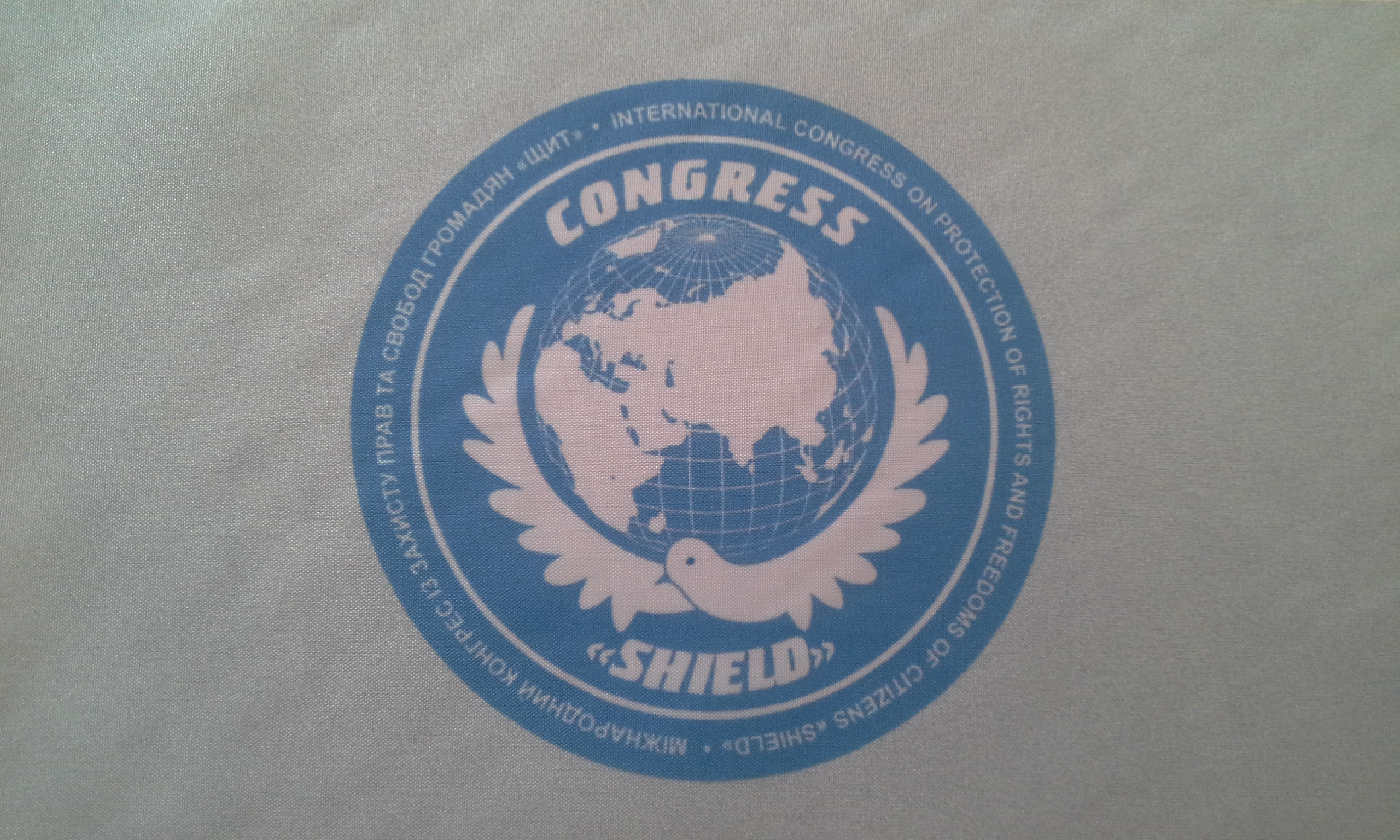
Logo du Congrès.

Le Congrès international "The Shield" (dont le nom complet est Congrès international pour la protection des droits et des libertés des citoyens "The Shield") est une association publique construite sur le partenariat avec des organisations, des institutions ukrainiennes et internationales, et des citoyens. Les activités du Congrès se basent sur la protection des droits, de la liberté et de la dignité de chaque personne. Les bureaux du Congrès effectuent leur activité dans une cinquantaine de pays à travers le monde.

## Histoire
En 2011, à Odessa Daher Saleh Muhamed a créé le Congrès international pour la protection des droits et des libertés des citoyens « Shield » (bouclier).

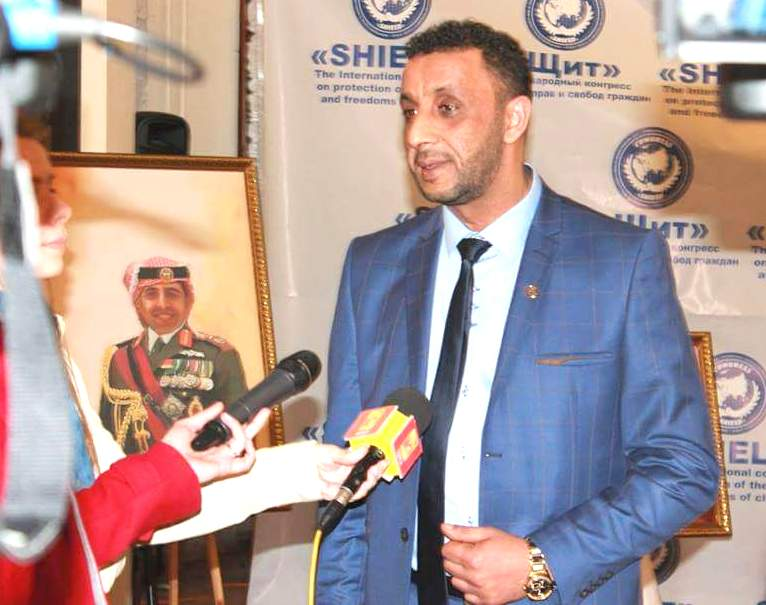
Président du Conrès Saleh Muhamed Daher à l'ouverture de l'exposition «The sand»

Le Congrès « Shield » est né comme une organisation internationale, qui réunit dans ses activités des défenseurs des droits de l’homme, des journalistes, des psychologues, des spécialistes des relations publiques. Les membres du Congrès sont les représentants des États différents. Ils unissent leurs efforts pour la protection des droits fixés dans les accords internationaux, et aussi pour la promotion de ces principes dans le monde.

## Buts et objectifs
Les objectifs essentiels du Congrès sont la satisfaction et la protection des droits sociaux, économiques, créatifs, nationaux, culturels et d’autres droits, libertés et intérêts :
- protection des droits inaliénables des citoyens de l'Ukraine et des citoyens d'autres pays-membres du Congrès[1] ;
- coopération avec les autorités de l’état afin de la prise des mesures de la politique unie et de la création des mécanismes pour sa mise en œuvre dans le domaine de la protection juridique et sociale des membres du Congrès ;
- élévation du niveau de la protection juridique de la population et la prestation de l’assistance juridique aux membres du Congrès;
- prestation de l’assistance juridique à la population ;
- coopération avec les institutions éducatives, sportives et culturelles dans le cadre du programme d'activités du Congrès ;
- contribution aux affaires des réfugiés, des personnes cherchant l'asile contre les poursuites politiques.
- lutte pour la paix; contre la guerre, les manifestations de l'intolérance religieuse et nationale, contre la discrimination raciale.

En cadre de la réalisation de buts et des objectifs, le Congrès international "Shield" met en place des expositions, des compétitions, des concours, des concerts, des meetings, des tables rondes.

## Projets du Congrès
- Journal Ассалам (Assalam), en français paix[3]
- Téléphone vert pour des réfugiés[4]
- Célébration annuelle de la Journée mondiale des réfugiés (20 juin)[5], de la Journée de la protection des enfants (1er juin)[5].

## Participation aux projets
- « Langue ukrainienne – langue de l’unité »[6]

## Partenaires du congrès
- Bureau de l'Union Nationale des journalistes de l’Ukraine pour la région d’Odessa
- Département du Service d’État de migration pour la région d’Odessa